# Zofia Dzielińska (kardiolog)
Zofia Bożena Dzielińska (ur. 16 czerwca 1959) – polska kardiolog, doktor habilitowany nauk medycznych, profesor nadzwyczajny Instytutu Kardiologii im. Prymasa Tysiąclecia Kardynała Stefana Wyszyńskiego w Warszawie Aninie. 

## Życiorys
Studia lekarskie ukończyła na Akademii Medycznej w Warszawie (1979-1986). Po studiach została zatrudniona w I Klinice Choroby Wieńcowej Instytutu Kardiologii w Aninie (od 2010 - Klinika Choroby Wieńcowej i Strukturalnych Chorób Serca). Uzyskała kolejno specjalizacje z: chorób wewnętrznych (I stopień w 1990, II stopień w 1994) oraz z kardiologii (1996). Stopień doktorski otrzymała w 1994 broniąc pracy pt. Wieloletnie obserwacje pacjentów z klinicznymi objawami choroby wieńcowej nie potwierdzonej w koronarografii, przygotowanej pod kierunkiem Witolda Rużyłły. Habilitowała się w 2014 na podstawie oceny dorobku naukowego i cyklu publikacji dotyczących wybranych nowych czynników ryzyka miażdżycy w grupie chorych na nadciśnienie tętnicze i chorobę wieńcową oraz poszukiwania wykładników optymalnego postępowania terapeutycznego w celu zmniejszenia ryzyka sercowo-naczyniowego. W warszawskim Instytucie Kardiologii pełni funkcję zastępcy dyrektora ds. klinicznych.
Na dorobek naukowy Z. Dzielińskiej składa się szereg opracowań oryginalnych publikowanych m.in. w czasopismach takich jak „American Journal of Cardiology”, „Advances in Interventional Cardiology”, „JACC: Cardiovascular Imaging” oraz „Kardiologia Polska”.
Należy do Polskiego Towarzystwa Kardiologicznego oraz Europejskiego Towarzystwa Kardiologicznego.